# テッサリア (小惑星)
テッサリア (1161 Thessalia) は、小惑星帯の小惑星である。カール・ラインムートがハイデルベルクのケーニッヒシュトゥール天文台で発見した。
ギリシャのテッサリアに因んで名付けられた。